# Miloslav Valouch (fyzik)
Miloslav Valouch (4. srpna 1903 Pavlovičky – 13. března 1976 Praha) byl český a československý fyzik, vysokoškolský učitel, politik Komunistické strany Československa a poúnorový poslanec Národního shromáždění ČSR.

## Biografie
Vystudoval Přírodovědeckou fakultu Univerzity Karlovy, tři semestry studoval na univerzitě v Göttingenu. Ve věku 22 let obhájil na Univerzitě Karlově dizertační práci na téma výbojů v plynech. Potom působil jako vysokoškolský asistent u profesora Františka Nachtikala. Specializoval se postupně na obor rentgenové spektroskopie. V letech 1934-1952 (vyjma období uzavření vysokých škol) byl profesorem teoretické fyziky na ČVUT Praha, od roku 1952 působil na Univerzitě Karlově. Zde setrval do roku 1960.
V letech 1948–1952 pracoval na ministerstvu školství. Po volbách roku 1948 byl zvolen do Národního shromáždění za KSČ ve volebním kraji Praha. Mandát získal až dodatečně v červnu 1948 poté, co se poslanec Klement Gottwald stal prezidentem republiky. V parlamentu zasedal do konce funkčního období, tedy do voleb roku 1954.

### Marxistický reformátor
V roce 1946 podepsal  prokomunistické „Májové poselství kulturních pracovníků českému lidu!“ publikované před květnovými volbami do Ústavodárného Národního shromáždění. Tento předvolební manifest komunistů podepsalo celkem 843 kulturních pracovníků a komunisté volby vyhráli. V roce 1948 podepsal  prokomunistickou výzvu Kupředu, zpátky ni krok!, jež byla vydána dne 25. února 1948 pro podporu komunistického převratu. V březnu 1948 se stal členem Ústředního akčního výboru Národní fronty, poté začal realizovat reformu vysokého školství. Návrh reformy poslal novému ministrovi školství Zdeňku Nejedlému už v roce 1945 (několik dní po skončení války). Marxista M. Valouch se podílel na personálních čistkách vysokých škol; k rehabilitaci vyloučených studentů a učitelů začalo docházet po roce 1989, ale ne všechny křivdy byly odčiněny.